# 11359 Пітельйо
11359 Пітельйо (11359 Piteglio) — астероїд головного поясу, відкритий 27 січня 1998 року.
Тіссеранів параметр щодо Юпітера — 3,392.